# Phillip Blond
Pour les articles homonymes, voir Blond.
Phillip Blond (né le 1er mars 1966) est un penseur politique et théologien anglican anglais et le directeur du cercle de réflexion ResPublica.

## Jeunesse et formation
Né à Liverpool et scolarisé à la Pensby Secondary School for Boys, Blond s'est engagé dans ses études de philosophie et de politique à l'université de Hull, de philosophie continentale à l'université de Warwick et de théologie à Peterhouse, à l'université de Cambridge. À Peterhouse, il a été l'élève de John Milbank, fondateur du mouvement théologique Radical Orthodoxy et critique remarqué du libéralisme pris dans son acception philosophique. La première œuvre de Blond, Post-Secular Philosophy: Between Philosophy and Theology, s'inscrit fortement dans la ligne de pensée de Radical Orthodoxy et comprend des essais rédigés par de nombreux membres de ce mouvement.

## Carrière
Blond a exercé comme maître de conférences (senior lecturer) en théologie chrétienne à l'université de Cumbria et a également été professeur au sein du département de théologie de l'université d'Exeter.
Il fut le directeur du Progressive Conservatism Project au sein du cercle de réflexion londonien Demos mais le quitta en raison de « différences politiques et philosophiques » pour fonder son propre think tank, ResPublica.
Il gagna en notoriété en faisant la une du magazine Prospect en février 2009 et avec son essai sur le toryisme rouge qui propose un conservatisme traditionaliste et communautaire s'attaquant à la fois à la prééminence de l'État et à celle du marché.
Selon Blond, ces deux réalités à grande échelle, souvent considérées comme diamétralement opposées, sont en réalité les deux faces d'un même phénomène. Comme il l'explique, l'individualisme moderne et post-moderne et l'étatisme ont toujours été inséparables, au moins depuis l'avènement de la pensée de Jean-Jacques Rousseau si ce n'est depuis les travaux de Thomas Hobbes. Dans une série d'articles publiés dans le Guardian et l'Independent il a défendu une plus grande reconnaissance des mérites d'un conservatisme civique et de l'impact potentiellement transformateur d'un nouveau programme tory.
En 2010, le Telegraph le désigne comme « une force motrice derrière le programme de "Big Society" de David Cameron. »

## Vie privée
Phillip Blond est le demi-frère de l'acteur Daniel Craig.

## Source
- (en) Cet article est partiellement ou en totalité issu de l’article de Wikipédia en anglais intitulé « Phillip Blond » (voir la liste des auteurs).